# Kunabenchi, Hungund
Kunabenchi là một làng thuộc tehsil Hungund, huyện Bagalkot, bang Karnataka, Ấn Độ.